# Shaun White Snowboarding: Road Trip
Shaun White Snowboarding: Road Trip est un jeu vidéo de snowboard développé par Ubisoft Montréal et édité par Ubisoft exclusivement pour la Wii. Il s'agit de la version Wii de Shaun White Snowboarding sorti la même année.

## Accueil
Le jeu a reçu des critiques "généralement favorables" selon l'agrégateur de notes de jeux vidéo Metacritic. 